# Gare de Champlan
La gare de Champlan est une gare ferroviaire française, sur la commune de Champlan dans le département de l'Essonne. Elle est desservie par les trams-trains de la ligne T12 du tramway, reliant la gare d'Évry-Courcouronnes à celle de Massy - Palaiseau.

## Histoire

### Ancienne gare

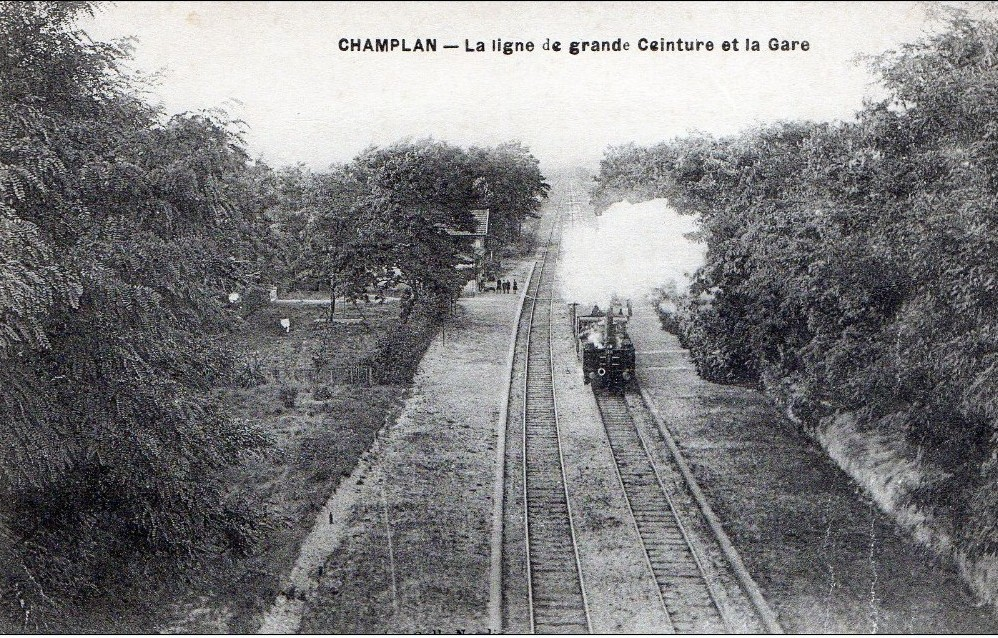
Ancienne carte postale montrant la gare de Champlan au début du XXe siècle.

Le 1er mai 1883, le trafic de la ligne de Grande Ceinture ouvre aux voyageurs sur la section de Versailles-Chantiers à Savigny-sur-Orge. Une halte est créée à Champlan puis transformée en gare au début des années 1900 ; elle se situe au point kilométrique (PK) 103,4 de la ligne de Grande Ceinture.
Accessible par une voie à l'emplacement de l'actuelle rue du Parc des Sports, celle-ci ensuite amputée de son parcours terminal par la construction de l'autoroute A 10 vers 1972, elle était assez éloignée du centre. 
Le 15 mai 1939, le trafic voyageurs prend fin sur la section nord de la Grande ceinture comprise entre Versailles-Chantiers et Juvisy. Par contre, il subsiste sur la section sud, entre Juvisy et Versailles via Massy - Palaiseau.
La gare de Champlan aujourd'hui détruite, se situait à plusieurs centaines de mètres au nord (48° 42′ 56″ N, 2° 16′ 30″ E) de la gare actuelle de la ligne T12.

### Nouvelle gare
En février 2022, les travaux de construction de la station avaient commencé avec la réalisation des quais, l'installation de deux ascenseurs et d'un passage souterrain.
La gare a été mise en service avec le reste de la ligne le 9 décembre 2023.

## Situation ferroviaire

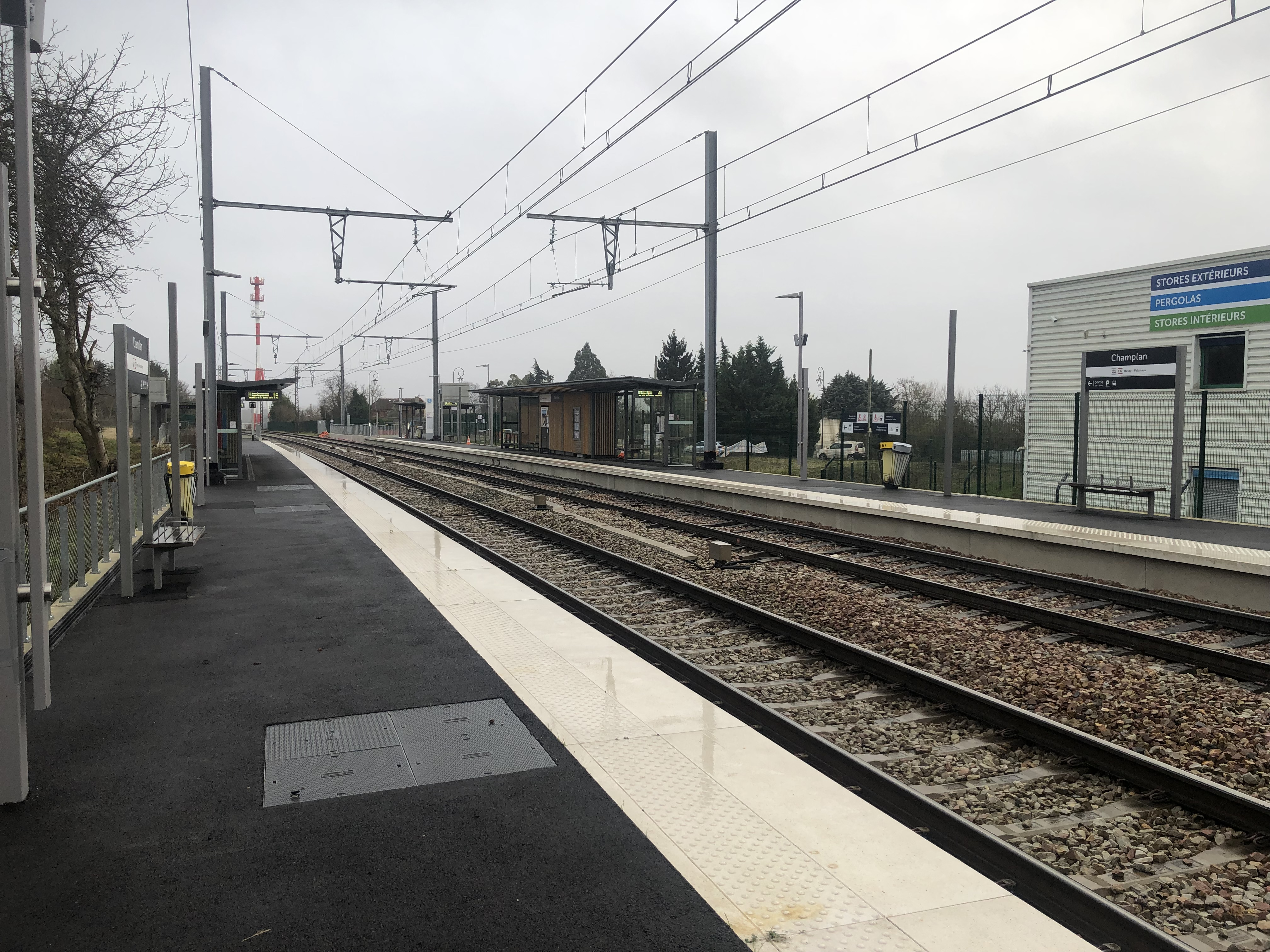
Quais de la gare, en décembre 2023.

La gare dessert directement la zone d’activité économique Gare de Champlan - Pré de Paris qui s'étalera sur 30 hectares, ainsi que le centre-ville de la commune de Champlan.

## Service des voyageurs

### Accueil
Halte ou station SNCF, c'est un point d'arrêt non géré (PANG) à accès libre. Elle dispose de deux quais. Elle est équipée d'abris sur chacun des quais et d'automates pour l'achat et le compostage de titres de transport. C'est une station qui est accessible « en toute autonomie » par les personnes en fauteuil roulant, grâce à des rampes. La traversée des voies se fait au travers d'un passage souterrain et d'ascenseurs.

### Desserte
La gare de Champlan est desservie par des trams-trains de la relation Massy - Palaiseau – Évry-Courcouronnes (ligne T12).

### Intermodalité
La gare est desservie par la ligne F du réseau de bus Paris Saclay.